# Montreal Gazette
El Montreal Gazette, conocido simplemente como The Gazette, es el principal diario en lengua inglesa de la región canadiense de Quebec. Con base en Montreal, fue fundado en 1785 y está disponible tanto en Quebec como en las provincias de habla inglesa de Canadá.

## Historia
El periódico fue fundado el 25 de agosto de 1785, como un diario bilingüe francés-inglés, por Fleury Mesplet, quien ya había fundado en 1778 La Gazette du commerce et littéraire de Montréal, un diario enteramente escrito el francés, que fue cerrado a causa del encarcelamiento de Mesplet y de su redactor jefe, Valentin Jautard, acusados de sedición durante la Guerra de la Independencia.
En un principio, el Montreal Gazette adoptó una postura voltírica y anticlerical, apostando porque Quebec tuviera su propia asamblea legislativa y tratando de importar los principios de la Revolución Francesa. Tras la muerte de Fleury en 1794, el periodicó tuvo varios propietarios hasta que en 1822 fue adquirido por Thomas Andrew Turner, un empresario que lo convirtió en un diario escrito exclusivamente en inglés, ligado a los intereses de la población anglófona de Quebec.
El 25 de abril de 1849, The Gazette publicó una edición especial en la que su redactor jefe, James Moir Ferres, llamó a los residentes "anglosajones" a las armas después de la aprobación real de una ley de compensación para el Bajo Canadá. Este fue uno de los principales acontecimientos que condujeron a la quema de los edificios del Parlamento. Ferres fue arrestado posteriormente.
En 1968 fue adquirido por la compañía Southam, propietaria de los principales periódicos de Canadá. Actualmente es uno de los cuatro principales diarios de Montreal, y el único en inglés, junto con La Presse, Le Journal de Montréal y Le Devoir.
Desde 2010 forma parte del grupo Postmedia Network.